# Mitología samoana
La mitología samoana es básicamente una variante dentro de la Mitología polinesia.
Tangaloa es el dios creador y también mensajero de este.
Atu es el primer hombre en habitar las islas Fiyi y Tonga junto con Sasae. Existen otras deidades dedicadas a otras facetas cotidianas, como Pargani, dios de las estaciones.
- Datos: Q3429193